# Verneuil-sur-Avre
Verneuil-sur-Avre là một xã thuộc tỉnh Eure trong vùng Normandie miền bắc nước Pháp.

### Huy hiệu
| Arms of Verneuil-sur-Avre | The arms of Verneuil-sur-Avre are blazoned: Or, a lion gules, and on a chief azure, 3 fleurs de lys Or impaled with Azure, a fleur de lys Or. |